# Андреа Манцо
Андреа Манцо (італ. Andrea Manzo; нар. 5 листопада 1961, Местре) — італійський футболіст, півзахисник і футбольний тренер.

## Кар'єра

### Ігрова
Півзахисник з гарною фізичною підготовкою, Манцо протягом кількох сезонів виступав за «Фіорентину» та «Мілан», зігравши за два клуби загалом 80 матчів. Зокрема, футболіст виступав за Мілан чотири сезони, проте закріпитись у стартовому складі йому не вдалося (максимум — 20 ігор у сезоні 1986/87).
Манцо також провів по два сезони в Серії А за " Сампдорією " та «Удінезе». У Серії B загалом футболіст провів 138 матчів, у яких забив дев'ять голів. Завершив кар'єру гравець у «Местрі», у молодіжній команді, де він виступав на початку кар'єри.
У сезоні 1980—1981 провів три матчі за молодіжну збірну Італії та був учасником молодіжного чемпіонату світу 1981 року в Австралії.

### Тренер
Почав тренерську кар'єру в клубах нижчих італійських ліги, а навесні 2005 року став тренером «Венеції» — клубу, близького до банкрутства. Манцо був звільнений з посади головного тренера «Венеції» через слабкі результати команди (4 очки у 5 матчах), проте Манцо вдалося закласти гарну основу клубу; наступному тренеру клубу Нелло Ді Констанца вдалося виграти з командою Серію С2.
У 2006 році став тренером молодіжної команди «Парми», а 12 травня 2008 року вже був переведений в першу команду, після звільнення Ектора Купера, який довів команду до вильоту в Серію B. Клубу вдалось виграти Кубок Fiat у Шанхаї, обігравши «Шанхай Шеньхуа» (1:0) та «Ювентус» (3:3, пен. 9:8). Через п'ять днів він залишив першу команду, поступившись місцем Луїджі Каньї, і повернувшись до роботи з молоддю.
15 березня 2010 року Манцо залишив «Парму» і став головним тренером футбольного клубу «Чоджа-Соттомаріна» з Серії D.
У період 2010—2012 років був помічником головного тренера «Лугано» , після чого працював тренером молодіжної команди. У червні 2016 року, після відходу Зденека Земана, став головним тренером першої команди «Лугано». 19 грудня 2016 року, покинув пост тренера після невдалого виступу в Суперлізі (8-е місце).
14 листопада 2018 року обійняв посаду головного тренера іншого швейцарського клубу «К'яссо», якому допоміг зберегти місце у другому дивізіоні країни.

## Досягнення

### Як гравець

#### Клуб
- Переможець Серії C1: «Казертана»: 1990/91 (група B)

- Переможець Серії D: «Местре»: 1995/96 (група D)

### Як тренер
- Переможець Еччеленци: «Конельяно»: 2001/02 (група B)